# Artëm Simonjan
Artëm Vrujrovič Simonjan (in russo Артём Вруйрович Симонян?, in armeno Արտյոմ Վրույրի Սիմոնյան?, Artyom Vrowyri Simonyan; San Pietroburgo, 20 febbraio 1995) è un calciatore russo naturalizzato armeno, centrocampista dello SKA-Chabarovsk.

## Palmarès

### Club

#### Competizioni nazionali
- Coppa Svizzera: 1

Zurigo: 2015-2016